# Xysticus natalensis
Xysticus natalensis är en spindelart som beskrevs av Lawrence 1938. Xysticus natalensis ingår i släktet Xysticus och familjen krabbspindlar. Inga underarter finns listade i Catalogue of Life.